# Abigail (группа)
Abigail — японская блэк-метал-группа из Токио, основанная в 1992 году. Их первый концерт состоялся в августе 1992 года, где они выступили на разогреве у Sigh. В какой-то момент Abigail были провозглашены «самой злой группой в Японии». Их дебютный альбом Intercourse & Lust был выпущен в 1996 году. Группа выпустила шесть полноформатных студийных альбомов, а также множество EP, сплитов и концертных альбомов. Лидер группы Ясуюки Судзуки упомянул Bulldozer, NME, Venom, Bathory, Hellhammer, Celtic Frost, ранние работы Mayhem, Darkthrone, Von, Misfits и GG Allin в качестве источников влияния.
Американский музыкант Джоэл Грайнд, наиболее известный по своей работе с Toxic Holocaust, выступал с группой в качестве концертного участника. У Грайнда и Ясуюки Судзуки также есть совместный проект под названием Tiger Junkies.

## Состав

### Нынешний состав
- Ясуюки Судзуки — вокал, гитара, бас-гитара (1992-н.в.)
- Ёхэй Оно — ударные (1992—1993, 1995-н.в.)
- Нобору «Jero» Сакума — гитара
- Сатоси Исида — гитара (2017-н.в.)

### Бывшие участники
- Ясунори Нагаминэ — гитара (1992—1993, 1995-?)
- Асука Мацудзаки — гитара (2002—2003)
- Джоэл Грайнд — вокал, гитара
- TND — бас-гитара (2002)

## Дискография

### Студийные альбомы
- Intercourse & Lust (1996, Modern Invasion Music)
- Forever Street Metal Bitch (2003, Drakkar Productions)
- Fucking Louder Than Hell (2004, From Beyond Productions)
- Ultimate Unholy Death (2005, Nuclear War Now!)
- Sweet Baby Metal Slut (2010, Nuclear War Now!)
- The Final Damnation (2016, Nuclear War Now!)